# Nicolas Alfonsi
Nicolas Alfonsi (Cargèse, 13 de abril de 1936 — 16 de março de 2020) foi um advogado e político francês, membro do Senado da França. Foi membro do Partido Radical da Esquerda. Morreu em 16 de março de 2020 vítima da COVID-19 durante a pandemia do novo coronavírus.